# Erythroxylum mogotense
Erythroxylum mogotense là một loài thực vật có hoa trong họ Erythroxylaceae. Loài này được Oviedo mô tả khoa học đầu tiên năm 2003.